# Museu do Sol
O Museu do Sol é um museu localizado na cidade de Penápolis, em São Paulo, dedicado à conservação e exposição de objetos ligados à arte primitiva, também chamada arte naïf. Abriga uma coleção de aproximadamente 406 peças, entre desenhos, entalhes, esculturas, gravuras e pinturas, produzidos por artistas brasileiros e estrangeiros, exposta permanentemente na sede da instituição – um casarão de 830 metros quadrados, inaugurado em 1925.
Primeira instituição latino-americana especializada no gênero, o Museu do Sol foi criado em 1972, na cidade de São Paulo, sendo transferido em 1979 para Penápolis, por decisão de sua fundadora, Iracema Arditi. Desde então, é administrado por uma fundação privada de interesse público. Possui uma biblioteca especializada em música e artes visuais, exibe mostras temporárias e promove atividades educativas e culturais.

## Histórico
O Museu do Sol foi inaugurado em 16 de março de 1972, na rua Diogo de Faria, no bairro Vila Clementino, em São Paulo. Seu acervo correspondia à coleção particular da pintora Iracema Arditi - fundadora do museu -, que havia reunido nos anos anteriores um expressivo conjunto de peças representativas da arte primitiva do Brasil e de outros países. Iracema decidiu denominar a instituição de “Museu do Sol”, tanto como uma referência à “luz, ao calor e às cores” que marcam a arte ingênua, como uma proposta de “tirar os artistas ingênuos da penumbra”. O Museu do Sol foi a primeira instituição do gênero a ser criada na América Latina.
Em 1978, em visita ao III Salão de Artes Plásticas do Noroeste Paulista, sediado em Penápolis, Iracema se impressionou com o ambiente artístico da cidade. No ano seguinte, anunciou a doação de parte significativa de sua coleção para a Fundação das Artes de Penápolis, instituição privada sem fins lucrativos, de forma a transferir para esta cidade o seu museu. Instalado na antiga sede do Clube Penapolense, um casarão de 1925 localizado no centro de Penápolis, o Museu do Sol abriu as portas em 11 de outubro de 1980.
A instituição tem por objetivo promover a obra dos artistas primitivos, através de seu acervo e de exposições temporárias. Possui forte atuação didática, baseada em uma política de educação patrimonial e promove diversos serviços na área de arte-educação. Sedia eventos culturais, como recitais, seminários e palestras. Mantém uma biblioteca especializada em artes visuais e música, além de um ateliê artístico. O Museu do Sol permanece como uma das poucas instituições brasileiras voltadas exclusivamente à arte primitiva, ao lado do Museu Internacional de Arte Naïf, no Rio de Janeiro, e do Museu de Arte Primitiva de Assis, em São Paulo.

## Acervo

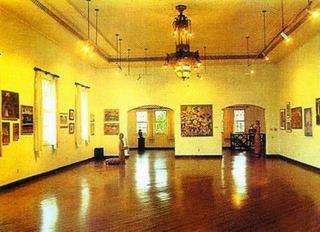
Interior do Museu do Sol.

O Museu do Sol mantém um acervo com aproximadamente 423 obras, entre entalhes, esculturas, desenhos, gravuras, pinturas, cordéis e outros objetos, de artistas exponenciais do Brasil e do exterior. A maior parte provem da coleção inicial doada por Iracema Arditi, posteriormente ampliada por aquisições e outras doações. Embora pequena numericamente, a coleção do museu sobressai, quer pela importância dos autores no contexto da arte primitiva brasileira – capazes de fornecer uma mostra significativa da evolução dessa corrente artística -, quer pela qualidade das peças.
Destacam-se as obras de Heitor dos Prazeres, José Antônio da Silva, Ivonaldo, Manezinho Araújo, Manuel Martins, Rosina Becker do Valle, Adir Sodré, Chico da Silva, Américo Modanez, Antônio Poteiro, Agostinho Batista de Freitas, Ranchinho, Waldomiro de Deus, Maria Auxiliadora da Silva, Rodolpho Tamanini Netto e Neuton Freitas de Andrade. Dentre os estrangeiros, merecem menção os franceses Albertine Dumas, Maurice Loirand, Fejes Emerick e Messinger, o caribenho Alfred Michel, a alemã Bárbara Xumaia.